# 内野洋平
内野 洋平（うちの ようへい、1982年9月12日 - ）は、神戸市出身のプロBMX選手。愛称はウッチー(UCCHIE)。所属事務所はベンヌ

## 人物
2005年、22歳で日本チャンピオンのタイトルを最年少記録で獲得した。12月には日本一活躍したエクストリーマーに授与される「ライダー オブ ザ イヤー」を受賞している。
2008年、BMX世界戦選手権(BMX World Circuit1st)VooDoo Jamにて優勝し、念願の世界チャンピオンを獲得する。
2012年、BMX FLATLAND WORLD CIRCUITにてグランドワールドチャンピオンに輝く。
2013年、BMX FLATLAND WORLD CIRCUITにて2年連続のグランドワールドチャンピオンに輝く。
彼の愛称から名づけられたウッチースピンという無限に回り続ける回転技は、世界共通のトリックである。

## 来歴
幼少期の頃から水泳やスキーといったスポーツに親しみ、4歳の頃、当時三輪自転車に乗っていた内野は母親とともに友人の家に遊びに行き、友人の姉の二輪自転車に股がり、その場で乗って見せた。現場にいた母親は、『私の息子は天才かも』と思ったという。
兵庫県神戸市立住吉小学校を卒業、小さい頃から常に外で遊んでいる事が多く、小学校の時には既にスポーツ選手になる事を夢見ていた。幼少期を全てスポーツに費やした程のスポーツ少年であった。水泳をベースに中学校からはスキーのモーグルの選手としてコンテストなどに出始める。
1998年、高校は水泳の推薦入学で神戸市立御影工業高等学校に入学。
1999年、神戸メリケンパークにスケートボードの大会を見に行ったが、スケーターはどこにもいなかった。そこで行われていたのがBMXの大会だった。当時のクラスメイト10人と同時にBMXを始め、その時のBMXに没頭する時間は何よりも多かった。
2000年、高校3年生の時に進路相談で『BMXで生活をして行きたい』と担任に話していた。当時はBMXの認知度も低く、プロライダーでも生活の糸口はなかった。当然の様に担任と両親は反対し、悩んだ結果、内野はスポーツクラブで水泳のコーチの職に付く。自然に体は鍛えられ、空き時間でBMXの練習を繰り返した。
2002年、上達に伸び悩んだ内野は再度親に相談し『結果が残せなかったらプロの道を諦め趣味にする』と約束し、23歳までのリミットを貰う。その後すぐ日本で一番レベルの高い東京へ移り住む。移り住んで半年、BMX日本選手権（KING OF GROUND）アマチュアクラスにて年間シリーズ3位になりプロ昇格を決めた。
2005年7月31日に行われた神戸でのBMX日本選手権（KING OF GROUND）で日本チャンピオンに輝く。これが22歳の夏だった。この年から仕事は急増し、モデルやインタビュー、TV出演などの選手以外での活動が増えていった。この年にPUMAとムラサキスポーツからのサポートが始まる。SHOWは年間100本以上をこなす。
2007年より世界チャンピオンを目指し更なる練習に励む。
2008年6月、アメリカ・ニューオーリンズの世界選手権（World circuit、VooDoo JAM）において、優勝する。
2008年9月、オリンピック協会が主催した、「TreX Games BUSAN 2008」という世界選抜選手権で日本代表メンバーとして選ばれて出場した。
2008年10月、BMX FLATLAND WORLD CIRCUIT 08年度のシリーズランキング3位獲得。
2009年、新たなスポンサーとして、Red Bull Japanと契約を交わす。 そしてRed Bull Japan オピニオンリーダーに就任。
2009年7月、BMX FLATLAND WORLD CIRCUIT 2nd Stage "King Of Ground" にて3位獲得。
2009年8月、BMX FLATLAND WORLD CIRCUIT 3rd Stage "VooDoo JAM" にて準優勝を獲得し、09年度のワールドシリーズランキングで、自己新記録となる2位を獲得する。
2010年1月、東京代々木第二体育館で開催された、世界選抜選手権「BMX FLATLAND WORLD CLASSIC 2010」にシード選手として出場した。
2010年 神戸市ゆかりの人物に選ばれる。
2011年3月にフランス所属だった"A BADTHING"を抜け、4月にフランスの盟友マティアスダンドワと新しい"SUPERB**"というバイクブランドを日本のARESBYKESから立ち上げる。
4月には国内ファッションバッグメーカー"master-piece"からストリートカルチャー向けのバッグブランド"BROWN RC"を立ち上げる。日本は東京、大阪を中心に、NYでも販売は展開されている。
8月ZEPP大阪で開催されたG-SHOCKが主催の"REALTOUGHNESS"で優勝し、11月に六本木ヒルズで開催された同じくG=SHOCKの"REALTOUGHNESS"でも優勝。2連覇となる。
2011年度のワールドシリーズランキング3位を獲得。
2012年 4月SUPERB**はARESBYKESと合併。ARESBIKESとして新しいブランド名で活動を始める。
4月WORLD TEAM G-SHOCKアスリートとしてG-SHOCKと正式に契約を交わした。G-SHOCK社とはBMX史上初の日本人契約選手となる。
男性用プレジャーアイテムメーカーTENGAとTENGAアスリートとして契約を交わした。これもBMX業界では初の契約選手となる。
4月アメリカで行われたBMX FLATLAND WORLD CIRCUIT 1st Stage "JOMOPRO" にて2008年振りの世界戦優勝する。
※2度目の世界チャンピオンになる
7月日本で行われたBMX FLATLAND WORLD CIRCUIT 2nd Stage "King Of Ground" にて優勝。
※3度目の世界チャンピオンになる
この2連覇は年間チャンピオンに大きく王手をかける事になる。
9月RedBullが5年振りに京都で開催した"RedBull Circle Of Balance"に大会のメインアイコンとして抜擢される。しかし結果はベスト8で敗退する。
9月発売のファッション誌"BRUTUS"でEMPORIO ARMANIとEA7のモデルとなる。
9月米国ラスベガスで開催された、NORA CUPで最優秀FLAT RIDERに選出される。
※NORA CUPとは、米国の出版社”TRANS WORLD"から発刊されている、RIDE BMXという専門誌が主催するアワードで、フラットランド、レース、ストリートなど、その年最も活躍した各ジャンルのNO.1ライダーを選出している。
2012年12月RedBullの本社であるオーストリアとアスリート契約を交わし、日本人唯一のBMX RedBullアスリートとなる。
12月横浜で開催されたBMX FLAT LAND WORLD CIRCUIT FINAL "KING OF GROUND"で2位を獲得。
年間ランキング1位でこの最終戦を迎えた内野は2位を獲得した事で自身初となるBFWCグランドチャンピオンになる。
2013年5月PUMA JAPANよりシグネチャーシューズ"PUMA RS MID JPN UCCHIE"が発売される。日本人としてのシグネチャーシューズは三浦知良以来の出来事である。
6月BMX FLATLAND WORLD CIRCUIT 2013の開幕戦 "VOODOO JAM" (アメリカ)が開催された。初戦で内野は3位を獲得した。
8月BMX FLATLAND WORLD CIRCUIT 2戦目 "O'MARISQUINO" (スペイン)に出場、内野は初戦と同様に3位を獲得した。
10月BMX FLATLAND WORLD CIRCUIT FINALは内野がオーガナイズした世界戦"FLAT ARK"が故郷である神戸で開催され、地元神戸で内野が優勝した。
更に年間ランキングをひっくり返し、2年連続の年間グランドチャンピオンになる。
2014年1月ファッション雑誌、Safariが主催する、Safari アスリートドレッサーアワード2014に選ばれ、1/23に恵比寿のACT SQUAREにて開催された授賞式で受賞した。
内野の他に、山中慎介 (ボクシング)、田臥勇太 (バスケットボール)、池田信太郎 (バドミントン)、宮﨑大輔 (ハンドボール)、三宅諒 (フェンシング)、三浦大輔 (野球)、中澤佑二 (サッカー)が選ばれた。
8月BMX FLATLAND WORLD CIRCUIT 2戦目 "VOODOO JAM" (アメリカ)で優勝すると、続き10月 ３戦目 ”OVER GROUND”（ブラジル）4戦目”FLAT ARK”（日本）でも優勝し、史上初となる年間グランドチャンピオン ３連覇を達成した。
2016年9月BMX FLATLAND WORLD CIRCUIT 4戦目"REAL CITY SPIN "（カナダ）で優勝し8度目の世界タイトル獲得する。
10月BMX FLATLAND WORLD CHAMPION SHIP  "FLAT ARK "（日本）で 優勝し9度目の世界タイトル獲得する。
2019年4月BMX FLATLAND WORLD COMPETITION "FLAT ARK "（日本） 優勝し10度目の世界タイトル獲得する。
2020年1月BMX FLATLAND WORLD COMPETITION "CHIMERA A-SIDE THE FINAL " （日本） 優勝＊11度目の世界タイトル獲得する。
1月 米国の自動車メーカーJEEPの日本法人"JEEP JAPAN"が主催するストリートスポーツのイベント「JEEP REAL GAMES」のアンバサダーに就任

## ライディングスタイル

### アマチュア時代
BMXフラットランドにおいて、スカッフと呼ばれるタイヤを足で擦る動きが基本トリックやバランスの基礎とされているが、アマチュア時代よりグライド（タイヤを擦る動きを用いず両足をペグというSTEPに乗せたまま体重移動のみで自転車を動かす技術）やタービン（グライドをしたまま徐々にバランス軸を小さくし、回転しながら前に後ろに自転車を切り返す技術）といった高等技術を多用し、主に前輪使ったフロントトリックを中心にスピーディーで回転を多く取り入れた華やかな動きを得意とした。
特にタービンという技術は、当時のプロライダーの中でも会得している者はごく一部で、このスタイルが内野の知名度を全国的に広める原動力になった。

### プロ時代 （2002年～2005年）
自身のスタイルに更に磨きをかけた内野は、オリジナルのタービントリックを開発し全日本タイトルを、22歳（当時最年少記録）で獲得。
後にそのオリジナルトリックは、BMX発祥の地アメリカで内野の愛称をもじった「ウッチースピン」と称された。
また、この頃からグライドやタービンの技術に加え、パドル（グライドトリックの際にスカッフを用いず、体重移動でスピードの無い状態から加速する技術）といった技術も取り入れていた内野は、後に主流となる“ノースカッフ”スタイルの先駆者となる。

### プロ時代 （2005年～2008年）
それまで、前輪を使った技（フロントトリック）に磨きをかけ続けて来た内野だったが、練習にかける時間を後輪を使うリアトリックに移行。それと同時に、1年半もの間一切のコンテストに出場をせず、コンテストシーンから一線を退き内野は只黙々とリアトリックの練習に励んだ。
過酷な練習量を負担した内野は、2007年11月に行われた全日本選手権にて復活戦で世界中のBMXライダーの前に戻って来る。
それまで、リアトリックはフロントトリックよりも技数が少ないといわれ内野が得意とした、グライドやタービンの動きを取り入れたリアトリックは世界的にみても、あまり存在していなかった。
しかし、内野はフロントトリックで用いたグライド・タービン・パドルトリックのみのスタイルを、リアトリックでも再現。内野が繰り出す、不可能とされていた超高等トリックの数々の前に会場に居たライダー達は大きな驚嘆を隠せず、興奮したといわれ、更に、復帰戦から内野は完全にフロントトリックを出さなくなった。
リアトリックでもオリジナルのスピントリックを開発。新しいウッチースピンとして直ぐにワールドスタンダードなトリックとして認知される。
この復帰戦での内野のライディングは、youtube等のネットビデオを通して世界中に広まり、各国のトップライダー達が内野に注目した。
わずか1年半の練習で、基本レベル程の習得だったリアトリックを世界レベルにまで昇華させた内野のリアトリックは、復帰戦から6ヶ月後の世界選手権で、世界最高峰のリアトリックと称され、内野を世界チャンピオンの座へと導いた。

### プロ時代 （2009年～2011年）
リアトリックを主体としたライディングスタイルに、ペダルトリック（ペダルに足をかけたまま行う技。）を取り入れペダルトリックで行うウッチースピン等を開発し、更なる磨きをかける。また、内野のライディングスタイルを取り入れるプロライダーが世界的に増える。
2008年頃より習得者が増えて来た、バニーホップ（自転車に跨いだ状態でジャンプする、ストリートの基本トリック）中に自転車のフレームを横方向に一回転させて着地する“テイルウップ”という高等技術を見に付ける。
テイルウップを単発トリックとして披露する選手しか居なかった中、内野はルーティンの最後の締め技で使用していたスピントリックから、マニュアル（自転車に跨いだまウィリーするトリック）へスイッチし、そこからテイルウィップを繰り出すという超高等技術を習得する。
このトリックは、2009年12月に発売となった、A BAD THING初となるDVD作品「A BAD THING AIR LINE」の中に収録された内野のチャプターで、世界初の公開となった。

### プロ時代 （2012年～）
2009年以降取り組んできたペダルトリック、テイルウィップ、マニュアルといった複数のトリックを織り交ぜ、リアトリックを主体としたライディングスタイルに更なる磨きをかけ、バイクフリップという更なる高等技術を身につける。
内野が初めてこのトリックをインターネット動画で披露したときは、1日で13,000回を越える視聴回数を記録。2014年のアメリカの世界選手権で実演したバイクフリップのルーティン映像は、SNSで900を越えるシェア数となった。

## タイトル・記録

### 国内戦
- 2005年9月 - CORE PIT 2005 【開催地 / 名古屋】　優勝
- 2005年9月 - UNDER 23 2005 【開催地 / 神戸】　優勝
- 2005年7月 - KING OF GROUND #2 【開催地 / 神戸】　優勝　※最年少全日本チャンピオン獲得
- 2007年11月 - KING OF GROUND #3　【開催地 / 東京】　4位
- 2008年10月 - KING OF GROUND #3　【開催地 / 東京】 3位
- 2010年4月 - KING OF GROUND #1　【開催地 / 名古屋】 5位
- 2011年5月 - AN CUP　【開催地 / 富山】 優勝
- 2011年6月 - G-SHOCK PRESENTS G-FLAT　【開催地 / 香川】 優勝
- 2011年7月 - KING OF GROUND #2 【開催地 / 神戸】 優勝
- 2011年8月 - G-SHOCK PRESENTS REAL TOUGHNESS ZEPP大阪　【開催地 / 大阪】 優勝
- 2011年11月 - G-SHOCK PRESENTS REAL TOUGHNESS 六本木ヒルズ　【開催地 / 東京】 優勝
- 2012年5月 - AN-CUP【開催地 / 富山】 優勝
- 2012年8月 - G-SHOCK PRESENTS REAL TOUGHNESS　【開催地 / 仙台】 優勝

### 国際戦
- 2005年5月 - NOKIA FREESTYLE WORLD　【開催地 / チェコ】　8位
- 2008年5月 - VOO DOO JAM　【開催地 / アメリカ】　優勝　＊世界タイトル獲得
- 2008年7月 - MASTERS 08　【開催地 / ドイツ】 10位
- 2008年 - BMX FLATLAND WORLD CIRCUIT 2008 / SERIES RANKING 3位
- 2009年4月BMX FLATLAND WORLD CIRCUIT "Ninja-Spin" 　【開催地 / モナコ】　8位
- 2009年7月BMX FLATLAND WORLD CIRCUIT "KING OF GROUND" 　【開催地 / 石川】　3位
- 2009年 8月BMX FLATLAND WORLD CIRCUIT "VooDoo JAM" 　【開催地 / アメリカ】 準優勝
- 2009年 - BMX FLATLAND WORLD CIRCUIT 2009 / SERIES RANKING 2位
- 2010年1月BMX FLATLAND WORLD CLASSIC 2010 　【開催地 / 東京】 9位
- 2010年4月JOMO PRO　【開催地 / アメリカ】　6位
- 2010年5月BIKEDAYS　【開催地 / スイス】　準優勝
- 2010年5月BMX FLATLAND WORLD CIRCUIT "FISE 2010" 　【開催地 / フランス】　4位
- 2010年7月BMX FLATLAND WORLD CIRCUIT "MOVISTAR BARCELONA EXTREAME 2010" 　【開催地 / スペイン】　3位
- 2010年7月BMX FLATLAND WORLD CIRCUIT "KING OF GROUND"  　【開催地 / 日本】　6位
- 2010年 - BMX FLATLAND WORLD CIRCUIT 2010 / SERIES RANKING 5位
- 2011年4月BMX FLATLAND WORLD CIRCUIT "JOMO PRO" 　【開催地 / アメリカ】　4位
- 2011年4月BMX FLATLAND WORLD CIRCUIT "Ninja-Spin" 　【開催地 / フランス】　6位
- 2011年8月BMX FLATLAND WORLD CIRCUIT "GROUND FORCE" 　【開催地 / シンガポール】　3位
- 2011年10月BMX FLATLAND WORLD CIRCUIT "KING OF GROUND" 　【開催地 / 埼玉】　3位
- 2012年4月BMX FLATLAND WORLD CIRCUIT "JOMO PRO" 　【開催地 / アメリカ】　優勝  ＊2度目の世界タイトル獲得
- 2012年7月BMX FLATLAND WORLD CIRCUIT "KING OF GROUND" 　【開催地 / 神戸】　優勝  ＊3度目の世界タイトル獲得
- 2012年12月G-SHOCK PRESENTS REAL TOUGHNESS 六本木ヒルズ　【開催地 / 東京】 優勝
- 2012年12月BMX FLATLAND WORLD CIRCUIT "KING OF GROUND" 　【開催地 / 横浜】　2位
- 2012年 - BMX FLATLAND WORLD CIRCUIT 2012 / SERIES RANKING 1位　 ＊自身初の年間ワールドランキング1位を獲得
- 2013年 6月BMX FLATLAND WORLD CIRCUIT "VooDoo JAM" 　【開催地 / アメリカ】 3位
- 2013年 6月 "Dew TOUR 2013" BUILT by MTN Dew【開催地 / アメリカ】 2位
- 2013年 8月BMX FLATLAND WORLD CIRCUIT "O'MARISQUINHO 2013" 　【開催地 / スペイン】 3位
- 2013年 10月BMX FLATLAND WORLD CIRCUIT "FLAT ARK" 　【開催地 / 日本】 優勝  ＊4度目の世界タイトル獲得
- 2013年 - BMX FLATLAND WORLD CIRCUIT 2013 / SERIES RANKING 1位　 ＊自身初の年間ワールドランキング連覇
- 2014年 5月BMX FLATLAND WORLD CIRCUIT "FISE 2014" 　【開催地 / フランス】 4位
- 2014年 6月BMX FLATLAND WORLD CIRCUIT "EXTREME BARCELONA " 　【開催地 / スペイン】 2位
- 2014年 8月BMX FLATLAND WORLD CIRCUIT "VooDoo JAM" 　【開催地 / アメリカ】 優勝  ＊5度目の世界タイトル獲得
- 2014年 10月BMX FLATLAND WORLD CIRCUIT "OVER GROUND" 　【開催地 / ブラジル】 優勝  ＊6度目の世界タイトル獲得
- 2014年 10月BMX FLATLAND WORLD CIRCUIT "FLAT ARK" 　【開催地 / 日本】 優勝  ＊7度目の世界タイトル獲得
- 2014年 - BMX FLATLAND WORLD CIRCUIT 2014 / SERIES RANKING 1位　 ＊世界初の年間ワールドランキング3連覇
- 2015年 8月BMX FLATLAND WORLD CIRCUIT "VOO DOO JAM " 　【開催地 / アメリカ】 2位
- 2015年 9月BMX FLATLAND WORLD CIRCUIT "REAL CITY SPIN " 　【開催地 / カナダ】 2位
- 2015年 10月BMX FLATLAND WORLD CIRCUIT "FLAT ARK " 　【開催地 / 日本】 7位
- 2015年 - BMX FLATLAND WORLD CIRCUIT 2015 / SERIES RANKING 3位
- 2016年 5月BMX FLATLAND WORLD CIRCUIT "BIKE DAYS " 　【開催地 / スイス】 7位
- 2016年 6月BMX FLATLAND WORLD CIRCUIT "BMX COLOGNE " 　【開催地 / ドイツ】 9位
- 2016年 8月BMX FLATLAND WORLD CIRCUIT "OVER GROUND " 　【開催地 / ブラジル】 4位
- 2016年 9月BMX FLATLAND WORLD CIRCUIT "REAL CITY SPIN " 　【開催地 / カナダ】 優勝 ＊8度目の世界タイトル獲得
- 2016年 10月BMX FLATLAND WORLD CHAMPION SHIP  "FLAT ARK " 　【開催地 / 日本】 優勝＊9度目の世界タイトル獲得
- 2016年 - BMX FLATLAND WORLD CIRCUIT 2014 / SERIES RANKING 3位
- 2017年 11月BMX FLATLAND WORLD CHAMPION SHIP  "FLAT ARK " 　【開催地 / 日本】 BEST4
- 2019年 4月BMX FLATLAND WORLD COMPETITION  "FLAT ARK " 　【開催地 / 日本】 優勝＊10度目の世界タイトル獲得
- 2020年 1月BMX FLATLAND WORLD COMPETITION  "CHIMERA A-SIDE THE FINAL " 　【開催地 / 日本】 優勝＊11度目の世界タイトル獲得
- 2022年 4月 X GAMES CHIBA 2022 出場　【開催地 / 日本】
- 2023年 5月 X GAMES CHIBA 2023 出場　【開催地 / 日本】

### 受賞歴
- 2012年BMX RIDER OF THE YEAR "NORA CUP" 受賞【開催地 /ラスベガス】
- 2014年Safari "Safari Athlete Dresser Award 2014" 受賞【開催地 /東京】

## メディア出演

### CM
- ユニクロ（2005年4月～6月）
- キリンビバレッジ「KIRIN NUDA」（2008年4月～6月）
- ダイナースクラブ「THIS IS YOUR UNIVERSE.」

### PV
- 2005年 湘南乃風「カラス」主演（MTV music video award 2005 BEST PV賞受賞）
- 2006年 kōkua「Progress」

### 舞台
- 夢をかなえるゾウ
- EXILE TRIBE TOUR『TOWER OF WISH』2012 ※ドリームパフォーマーとして、全国6大ドームツアーに参加。